# الإنجيل يرويه المسيح (رواية)
الإنجيل يرويه المسيح أو الإنجيل كما يرويه يسوع المسيح (بالبرتغالية: O Evangelho segundo Jesus Cristo)، هي رواية تاريخية من تأليف الكاتب خوسيه ساراماغو الحاصل على جائزة نوبل في الأدب.
وبسببها تم معاداته من قبل الكنيسة في عام 1991، أصدر جوزيه ساراماغو روايته "الإنجيل يرويه المسيح"، والتي أثارت جدلاً واسعًا بسبب تناولها غير التقليدي لشخصية يسوع، حيث صُوّر في الرواية كرجل يقيم علاقة مع مريم المجدلية ويسعى لتفادي مصيره في الصلب. وقد قوبلت الرواية بانتقادات لاذعة من الأوساط الدينية، وأسفرت عن جدل سياسي وثقافي في البرتغال. وفي عام 1992، أدى هذا الجدل إلى سحب ترشيح ساراماغو من قائمة المرشحين لجائزة الأدب الأوروبية من قِبل السلطات البرتغالية، وهو ما اعتبره الكاتب شكلاً من أشكال الرقابة السياسية والثقافية .

## الجدل في الرواية
لقد ثار غضب أعضاء الطائفة الكاثوليكية في البلاد بعدما صور ساراماغو المسيح وبشكل خاص الإله بإنه عرضة للخطأ، بل إنه أيضاً من البشر القاسين. لذلك قامت حكومة البرتغال المُحافظة، بقيادة رئيس الوزراء آنذاك كافاكو سيلفا، بعدم السماح لأعمال ساراماغو بالمنافسة على جائزة Aristeion Prize، بحجة أنها تسيء للمجتمع الكاثوليكي. نتيجة لذلك انتقل مع زوجته إلى لانزاروت، إحدى جزر الكناري.

## ملخص الرواية
تبدأ رواية الإنجيل يرويه المسيح للكاتب البرتغالي جوزيه ساراماغو بقصة الحمل بيسوع الناصري. بعد مرور أربعة أسابيع على الحمل، يظهر رجل فقير يدّعي أنه ملاك لمريم، ويُبلغها بخبر الحمل، ويترك لها رمزًا غريبًا يتمثل في نار لا تنطفئ داخل قصعة الحساء التي ناولته إياها.
في مدينة بيت لحم، يولد يسوع في إسطبل، ويتلقى زيارات من ثلاثة رعاة بالإضافة إلى "الملاك"، الذين يقدّمون له الهدايا. تقتبس الرواية من أحداث إنجيل متّى، حيث يُنذر الملك هيرودس بولادة "ملك اليهود"، فيأمر بارتكاب مجزرة الأبرياء. يوسف، والد يسوع، يتمكن من إنقاذ ابنه بعد أن علم بالمجزرة مسبقًا، لكنه لا ينبّه بقية الأهالي، مما يجعله عرضة للشعور بالذنب الدائم، والذي يتجلى لاحقًا في شكل كوابيس تطارده حتى وفاته.
عندما يصل يسوع إلى سن المراهقة، يُصلب يوسف على يد الرومان بعد الاشتباه بانتمائه إلى حركة زيلوت المقاومة. إثر هذه الحادثة، يرث يسوع كوابيس والده. تكشف له والدته، مريم، عن حقيقة المجزرة، مما يدفعه إلى مغادرة عائلته وعدم تحمل تلك الصدمة.
خلال فترة تجواله، يعمل يسوع لدى راعٍ غامض يتّضح لاحقًا أنه الشيطان نفسه، وهو الشخصية ذاتها التي ظهرت في البداية على هيئة "الملاك". يلتقي يسوع لاحقًا بالله في الصحراء، حيث يكشف له عن مصير مقدّر يتمثل في إنشاء ديانة جديدة (المسيحية)، تهدف إلى توسيع سلطان الله ليشمل شعوبًا غير الشعب اليهودي. يطلب الله من يسوع ذبح خروفه المفضل كقربان، مما يُغضب الشيطان ويؤدي إلى طرد يسوع من عمله.
في طريق عودته إلى الناصرة، يلتقي يسوع بمريم المجدلية، ويقع في حبها. تترك المجدلية حياة البغاء، ويسافران معًا على الطرقات. يعمل يسوع لاحقًا كصياد على بحيرة طبريا، وهناك يؤدي أولى معجزاته. تظهر له مجددًا شخصيتا الله والشيطان، حيث يؤكد له الله أن قدره بات محتومًا، ويتمثل في تأسيس المسيحية وما يصاحبها من آلام وحروب.
رغم مقاومته، يخضع يسوع لمشيئة الله، ويبدأ بدعوة الناس إلى التوبة وتبشيرهم بـ"الخبر السار"، بمرافقة اثني عشر تلميذًا، ويواصل إظهار المعجزات. ومع اقتراب نهايته، يشعر بقلق عميق ويصارع قدره، لكنه يُعتقل ويُصلب وفقًا لمشيئة الإله.
تُختتم الرواية بمشهد موت يسوع، حيث يطلب المغفرة للبشر عمّا ارتكبه الله بحقهم، وتُشير النهاية إلى ظهور شخصية غامضة تبتعد بعد أن وضعت، على الأرجح، القصعة الأولى عند قاعدة الصليب، في دلالة رمزية تفتح باب التأويل.وعند النظر إلى الشخصيات المحورية في الرواية، نلاحظ أن جميعها تحمل في طياتها فكرة الذنب، التي تشكل المحور الرئيسي في النص الساراماغي، والمتكررة على لسان السارد في مختلف مراحل السرد.
- مريم الناصرية: تحمل وإن ضمنيًا، ذنب كونها امرأة في ظل دين يرى في المرأة، التي أغوت الرجل لتذوق الثمرة المحرمة.
- مريم المجدلية: بدورها، متهمة بسبب اضطرارها لممارسة البغاء لضمان البقاء، قبل أن تلتقي بيسوع.
- يوسف: مذنب فقط لأنه بشري، ولأنه لم يكن قادرًا على تفادي ما يبدو، أمرًا محتومًا بحسب الرواية.
- يسوع: بطل الرواية وساردها، يرث كوابيس أبيه ويرتدي صندله، فيما المحرك الأساسي لكل ما يعيشه هو الذنب.
- الراعي: الذي يتكشف في لحظة من الرواية أنه الشيطان، مذنب بطبيعته لأنه يُعتبر المسبب الأول لسقوط الإنسان.

في نهاية الرواية، يقول يسوع قبل موته:
"أيها الناس، اغفروا له، لأنه لا يعرف ما فعل."
بهذه العبارة، يعيد ساراماغو كتابة الجملة الشهيرة التي نُسبت إلى يسوع في الأناجيل المعترف بها:
"فقال يسوع: يا أبتاه، اغفر لهم لأنهم لا يعلمون ماذا يفعلون" (لوقا 23:34).
ويكشف هذا التحوير عن خصوصية الرواية: فعلى عكس النصوص الكنسية التي تسلط الضوء على ذنب الإنسان – المتمثل في الخطيئة الأصلية – وربما ذنب الشيطان، فإن رواية ساراماغو تلمّح إلى إمكان نسبة جزء من الذنب إلى الله ذاته.

## اقتباسات[10]
"إن إنجيلي يحاول ملء المساحات الخالية بين الحوادث المختلفة التي حدثت في حياة المسيح كما رويت في الأناجيل الأخرى مع بعض التأويلات الشخصية من قبلي"

## وصلات خارجية
- الإنجيل يرويه المسيح (رواية) على موقع الموسوعة البريطانية (الإنجليزية)